# Grand Palladium
Grand Palladium är en ort i Mexiko.   Den ligger i kommunen Solidaridad och delstaten Quintana Roo, i den östra delen av landet, 1 200 km öster om huvudstaden Mexico City. Grand Palladium ligger 14 meter över havet och antalet invånare är 334.
Terrängen runt Grand Palladium är mycket platt. Havet är nära Grand Palladium åt sydost.  Närmaste större samhälle är Akumal, 5,7 km söder om Grand Palladium. 